# 민건식
민건식(閔健植, 일본식 이름: 閔原健植빈하라 겐쇼쿠, 1879년 음력 11월 27일 ~ 1944년 11월 10일)은 일제강점기의 조선귀족이다. 본관은 여흥.

## 생애
대한제국의 탁지부대신을 지낸 민영기의 아들로 여흥 민씨 척족 가문에서 태어났다.
1897년 경종의 정비 단의왕후가 묻힌 혜릉(惠陵)의 참봉직에 임명되면서 관직을 시작했다. 1905년 관립한성사범학교 교장에 임명되었고, 1907년에는 일본에 시찰단의 일원으로 다녀왔다.
1910년 한일 병합 조약이 체결되면서 식민통치 자문 기구인 조선총독부 중추원이 설립될 때 부찬의를 맡았고, 일본 정부로부터 남작위를 수여 받았다. 1921년에는 중추원 참의에 임명되었는데, 이때 그의 아버지인 민영기는 중추원의 고문에 임명되어 2대가 함께 중추원의 관직을 받았다. 1912년 일본 정부로부터 한국병합기념장을 받았다.
친일 유림 단체인 조선유교회에 안순환, 김경중, 안인식 등과 함께 참가했으며, 일본의 고급 밀정이었던 배정자의 두 번째 남편 현영운이 회장을 맡은 비슷한 성격의 조선유림연합회 부회장도 맡았다. 그의 작위는 아들 민병억이 습작했다. 광복 이후인 1949년 8월에 민건식의 아들인 민병억(閔丙億)이 반민족행위특별조사위원회에 송치되었다는 《경향신문》 기사가 있지만 작위를 승계받은 시기에 대한 기록은 남아 있지 않다.
2002년 발표된 친일파 708인 명단과 2008년 민족문제연구소에서 친일인명사전에 수록하기 위해 정리한 친일인명사전 수록예정자 명단에 민영기와 함께 선정되었으며 2009년 친일반민족행위진상규명위원회가 발표한 친일반민족행위 705인 명단에도 포함되었다.

## 가족 관계
- 증조부 : 민치화(閔致和)
  - 조부 : 민준호(閔峻鎬)
    - 아버지 : 민영기(閔泳綺)
      - 부인 : 남양 홍씨
        - 장남 : 민병억(閔丙億) - 생부 : 민정식(閔侹植)
          - 손자 : 민숭기(閔崇基)

## 같이 보기
- 조선총독부 중추원
- 민영기

## 참고자료
- 민건식(閔健植) - 국사편찬위원회